# Kunstjahr 1934
Liste der Kunstjahre

◄◄ | Kunstjahr 1934 | 1935 | 1936 | 1937 | 1938 | ► | ►►

Weitere Ereignisse
Dieser Artikel behandelt das  Kunstjahr 1934.

## Ereignisse

### Architektur

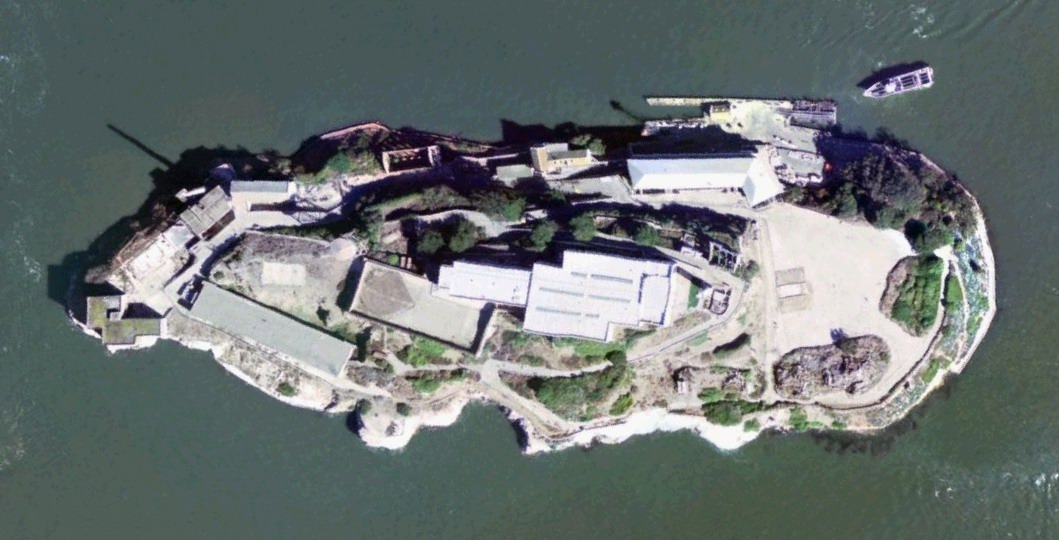
Satellitenbild von Alcatraz

- 01. Januar: Das ehemalige Fort auf der Insel Alcatraz vor San Francisco wird zu einem Bundesgefängnis umfunktioniert. Die ersten Häftlinge, 53 Männer aus dem Staatsgefängnis von Atlanta, treffen im Laufe des Jahres ein. Alcatraz fungiert bis 1963 als Hochsicherheitsgefängnis, in dem Gefangene untergebracht werden, die in anderen Gefängnissen als unverbesserlich und schwierig eingestuft worden sind.
- 13. April: Beim Einsturz der in Bau befindlichen Saratower Eisenbahnbrücke über die Wolga sterben ungefähr 150 Menschen.

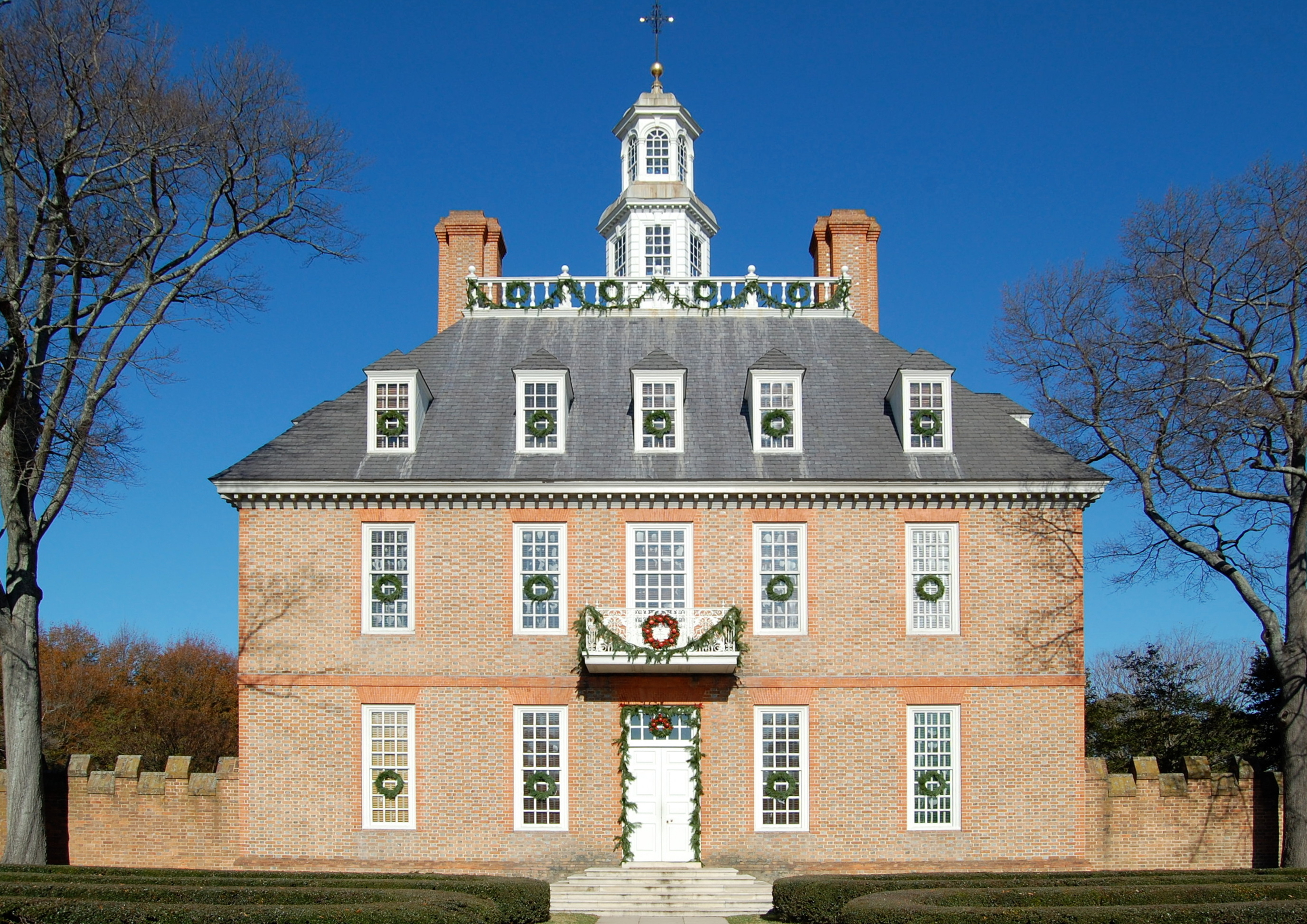
Governor's Palace in Williamsburg

- 23. April: Im Museumsstädtchen Williamsburg (Virginia) wird der Nachbau des 1781 durch einen Brand zerstörten britischen Governor’s Palace für das Publikum freigegeben. Im originalen Gebäude residierten die Gouverneure der Kronkolonie Virginia.

- Der Palacio de Bellas Artes in Mexiko-Stadt wird nach fast 30 Jahren fertiggestellt. Am 29. September findet die offizielle Einweihung durch Präsident Abelardo L. Rodríguez statt. Das monumentale Gebäude gilt als das höchste und wichtigste Kulturhaus Mexikos, das sowohl dem Theater, dem Tanz, der Musik und Oper, als auch den visuellen Künsten, der Literatur und der Architektur geweiht ist.

### Malerei

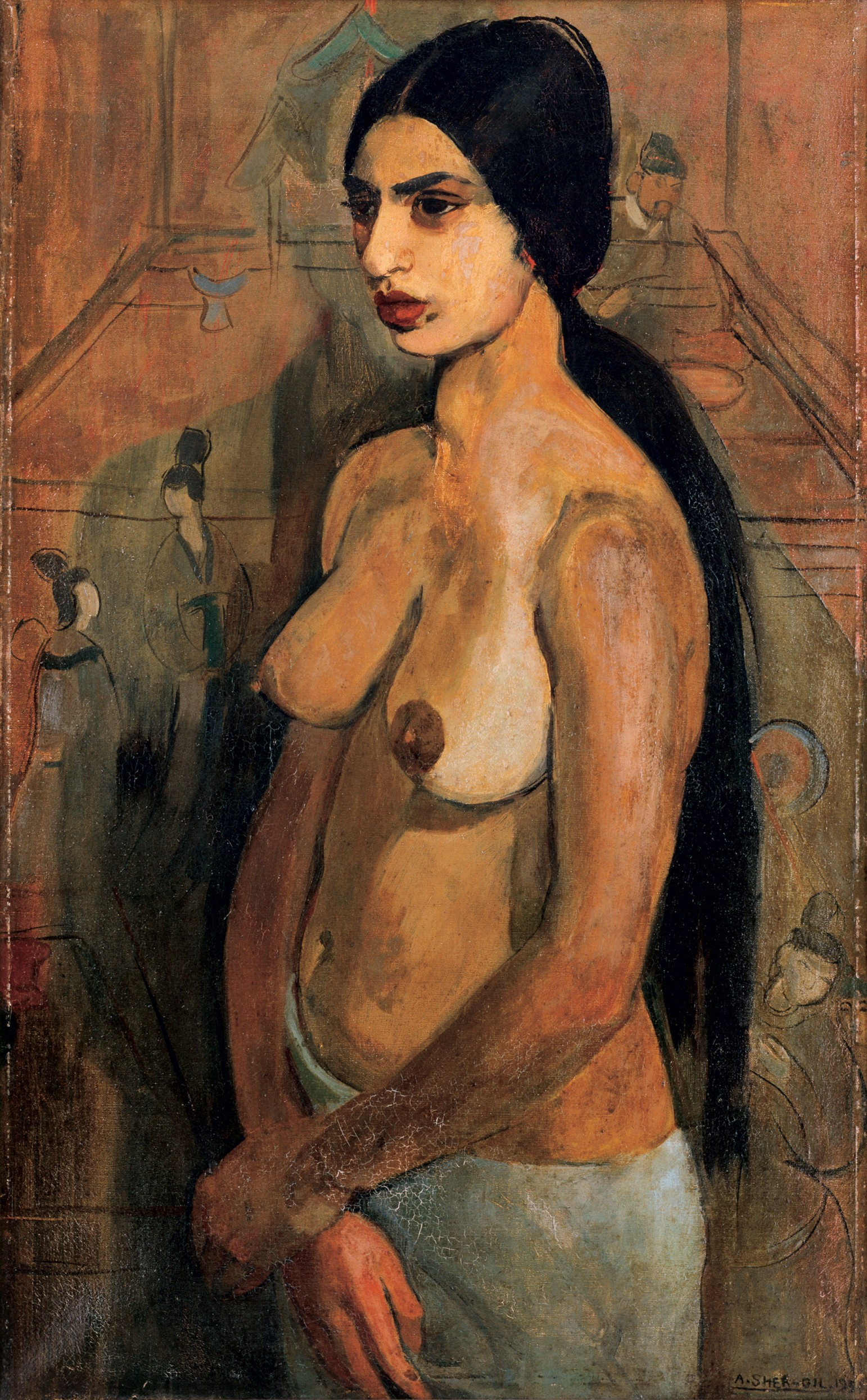
Amrita Sher-Gil, Selbstporträt als Tahitianerin

Die indisch-ungarische Künstlerin Amrita Sher-Gil malt in Öl auf Leinwand das Gemälde Selbstporträt als Tahitianerin. Es zeigt die Künstlerin mit nacktem Oberkörper vor einem japanisch anmutenden Hintergrund und greift Motive aus den Werken Paul Gauguins und Vincent van Goghs auf.
Das Musée Marmottan Monet im 16. Arrondissement von Paris wird durch die Académie des beaux-arts eröffnet. Es beherbergt die größte Sammlung mit Werken des Malers Claude Monet, zu der auch das Gemälde Impression, soleil levant gehört.

### Cartoon und Illustration
- 7. Januar: Die Comicserie des Zeichners Alex Raymond über den Weltraumhelden Flash Gordon startet in US-Zeitungen.
- 9. Juni: Donald Duck hat seinen ersten Auftritt in dem Kurzfilm Die kluge kleine Henne von Al Taliaferro.

Die erste Bildergeschichte: Der schlechte Hausaufsatz, 1934; auch: Vater hat geholfen

- 13. Dezember: Die erste Geschichte von e.o.plauens Vater und Sohn erscheint in der Berliner Illustrirten Zeitung.

## Geboren

### Erstes Halbjahr
- 03. Januar: Walter Benigni, österreichischer Kunstfotograf († 2019)
- 04. Januar: Rolf Magerkord, deutscher Bildhauer
- 04. Januar: Surab Zereteli, georgisch-russischer Bildhauer und bildender Künstler († 2025)
- 17. Januar: Ingeborg Hansen, deutsche Malerin und Kunsterzieherin († 2016)
- 31. Januar: Peter Ackermann, deutscher Maler und Grafiker († 2007)
- 31. Januar: Marwan Kassab-Bachi, syrischer Maler († 2016)

- 5./6. Februar: Heinz Schönemann, deutscher Kunsthistoriker und Kunstsammler
- 12. Februar: Nurhan Atasoy, türkische Kunsthistorikerin
- 26. Februar: Frank Bowling, britischer Künstler
- 26. Februar: José Luis Cuevas, mexikanischer Maler, Grafiker und Bildhauer († 2017)
- 27. Februar: N. Scott Momaday, indianisch-amerikanischer Schriftsteller, Literaturwissenschaftler und Maler († 2024)

- 09. März: Dany Brawand, Schweizer Industrie-Designer († 2012)
- 12. März: Adolf Frohner, österreichischer Maler und Grafiker († 2007)
- 30. März: Achim Freyer, deutscher Regisseur, Bühnenbildner und Maler

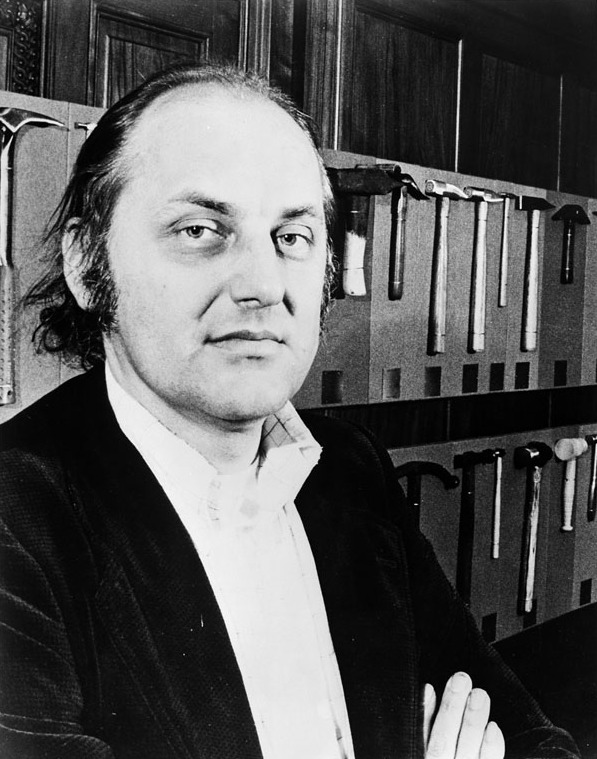
Hans Hollein (1976)

- 30. März: Hans Hollein, österreichischer Architekt und Designer († 2014)

- 06. April: Guy Peellaert, belgischer Illustrator und Comiczeichner († 2008)
- 08. April: Kishō Kurokawa, japanischer Architekt († 2007)
- 16. April: Vicar, chilenischer Comiczeichner bei Disney († 2012)
- 26. April: Otto Karl Werckmeister, deutscher Kunsthistoriker und Autor († 2023)

- 03. Mai: Iwan Andonow, bulgarischer Schauspieler, Regisseur und Maler († 2011)
- 20. Mai: Alfons Schilling, Schweizer Künstler († 2013)
- 29. Mai: Benjamin Patterson, US-amerikanischer Künstler († 2016)
- 30. Mai: Kurt Arentz, deutscher Bildhauer († 2014)

- 02. Juni: Josef Ammann, Schweizer Gegenwartskünstler
- 05. Juni: Ralph Rumney, englischer Künstler († 2002)
- 10. Juni: Jürgen Spohn, deutscher Grafiker († 1992)
- 15. Juni: Jan Berdyszak, polnischer Bildhauer, Maler, Installationskünstler, Kunsttheoretiker und -lehrer († 2014)
- 18. Juni: Mitsuteru Yokoyama, japanischer Manga-Zeichner († 2004)
- 20. Juni: Heinz Edelmann, deutscher Illustrator und Grafikdesigner († 2009)

### Zweites Halbjahr
- 06. Juli: Günther Domenig, österreichischer Architekt († 2012)
- 08. Juli: Walter Tilgner, deutscher Biologe, Naturfotograf und Tontechniker
- 09. Juli: Michael Graves, US-amerikanischer Architekt und Designer († 2015)
- 11. Juli: Giorgio Armani, italienischer Modeschöpfer
- 13. Juli: Agnes Auffinger, deutsche Malerin und Bildhauerin († 2014)
- 14. Juli: Marcel Gotlieb, französischer Comiczeichner († 2016)
- 21. Juli: Ulrich Müther, deutscher Architekt († 2007)
- 29. Juli: Bernard Aubertin, französischer Künstler († 2015)
- 29. Juli: Albert Speer junior, deutscher Architekt und Stadtplaner († 2017)

- 05. August: Giovanni Anselmo, italienischer Bildhauer und Objektkünstler († 2023)
- 14. August: Franco Costa, italienischer Maler und Kostümbildner († 2015)

- 04. September: Engelbert Kliemstein, österreichischer Künstler († 1961)
- 07. September: Mary Bauermeister, deutsche Künstlerin († 2023)
- 16. September: Reinhard Döhl, deutscher Literatur- und Medienwissenschaftler, Autor und Künstler († 2004)
- 22. September: Nuscha de Archer, deutsche Kostümbildnerin

- 10. Oktober: Karl Clauss Dietel, deutscher Künstler und Präsident des Verbandes Bildender Künstler der DDR († 2022)
- 12. Oktober: Richard Meier, US-amerikanischer Architekt
- 17. Oktober: Digne Meller Marcovicz, deutsche Fotografin und Fotojournalistin († 2014)
- 17. Oktober: Jörg Schlaich, deutscher Bauingenieur und Hochschullehrer († 2021)
- 18. Oktober: Dorothea Rockburne, kanadische Malerin
- 19. Oktober: Eva-Maria Hagen, deutsche Schauspielerin, Sängerin, Malerin und Autorin († 2022)

- 08. Dezember: Horst Räcke, deutscher Maler († 2007)
- 28. Dezember: Dieter Goltzsche, deutscher Maler, Zeichner und Grafiker

## Gestorben

### Todesdatum gesichert
- 01. Januar: Max Sauerlandt, deutscher Kunsthistoriker (* 1880)
- 06. Januar: Eucarpio Espinosa, chilenischer Maler (* 1867)
- 08. Januar: Adolf Rettelbusch, deutscher Maler (* 1858)

- 26. Februar: Kârale Andreassen, grönländischer Maler, Zeichner und Katechet (* 1890)
- 27. Februar: Berthe Constance Ursule Art, belgische Pastell- und Stilllebenmalerin (* 1857)

- 01. März: Toros Toramanian, armenischer Architekt und Historiker (* 1864)
- 23. März: Wenzel Hablik, deutscher Maler, Graphiker und Kunsthandwerker (* 1881)

- 09. April: Rudolf Koch, deutscher Schriftentwerfer, Kalligraf, Typograf und Lehrer (* 1876)
- 09. April: Oskar von Miller, deutscher Ingenieur und Begründer des Deutschen Museums (* 1855)
- 11. April: John Collier, britischer Maler und Schriftsteller (* 1850)
- 22. April: Josef Auer, deutscher Holzbildhauer (* 1867)

- 05. Juni: Corrado Ricci, italienischer Archäologe und Kunsthistoriker (* 1858)
- 07. Juni: Nicanor González Méndez, chilenischer Maler (* 1864)
- 29. Juni: Adolf Kašpar, tschechischer Maler und Illustrator (* 1877)

- 04. Juli: Abelardo Bustamante, chilenischer Maler und Bildhauer (* 1888)
- 26. Juli: Winsor McCay, US-amerikanischer Karikaturist und Comiczeichner (* 1871)
- 29. Juli: Eduard Philipp Arnold, deutscher Architekt, Dozent und Autor (* 1866)

- 12. August: Hendrik Petrus Berlage, niederländischer Architekt (* 1856)
- 04. September: Paul Aust, deutscher Landschaftsmaler, Grafiker und Schriftsteller (* 1866)
- 15. September: Jean Bungartz, deutscher Tiermaler und Autor (* 1854)

- 10. Oktober: Takamura Kōun, japanischer Bildhauer (* 1852)
- 12. Oktober: Michael O’Shaughnessy, irischstämmiger Bauingenieur und Stadtplaner von San Francisco (* 1864)
- 19. Oktober: Johan Joseph Aarts, niederländischer Maler und Grafiker (* 1871)

- 13. November: Fritz Wrampe, deutscher Bildhauer (* 1893)
- 28. Dezember: Pablo Gargallo, spanischer Bildhauer (* 1881)

### Genaues Todesdatum unbekannt
- Oskar Herrfurth, deutscher Maler und Illustrator (* 1862)